# Sasil de León Villard
Sasil Dora Luz de León Villard (8 de noviembre de 1982) es una política mexicana, afiliada al Movimiento Regeneración Nacional. Fue diputada local de Chiapas en 2013, Secretaria para el Desarrollo y Empoderamiento de las mujeres, de 2013-2015. Así como diputada federal al Congreso de la Union por el distrito 6 de Chiapas. Desde el 1 de septiembre de 2018 es senadora por el estado de Chiapas. En las elecciones federales de 2024, fue electa nuevamente Senadora por el estado de Chiapas por el principio de mayoría relativa

## Biografía
Sasil de León nació en Chiapas, es licenciada en Relaciones Internacionales egresada de la Universidad Fray Bartolomé de las Casas en Tuxtla Gutiérrez, Chiapas. 

## Trayectoria política
Inicialmente miembro del Partido Verde Ecologista de México, inició su actividad política en este grupo político, como colaboradora en campañas, candidata a diputada suplente y Secretaria para la Mujer del comité directivo estatal del partido.
En 2013 fue elegida diputada al Congreso de Chiapas, sin embargo solicitó licencia al cargo al ser nombrada titular de la secretaría para el Desarrollo y Empoderamiento de las Mujeres del estado, ocupando dicho cargo de 2013 a 2015. Este último año fue elegida diputada federal a la LXIII Legislatura del Congreso de la Unión de México en representación del Distrito 6 de Chiapas; ahí ocupó los cargos de presidenta de la Comisión de Seguimiento a los programas sustentables para mujeres, secretaria en las comisiones de Igualdad de Género y Relaciones Exteriores e integrante en la Comisión de Defensa Nacional. Fue además integrante del Comité del Centro de Estudios para el Logro de la Igualdad de Género. 
Solicitó licencia a la diputación en 2017 para ser nombrada delegada federal del Programa Prospera en el estado de Chiapas, cargo al que renuncia en 2018, así como a su militancia en el Partido Verde y es postulada y posteriormente electa Senadora en segunda fórmula por estado de Chiapas por la coalición Juntos Haremos Historia, formada por Morena, el Partido del Trabajo y el Partido Encuentro Social.
Al ser electa se afilió al Partido Encuentro Social, integró su bancada en el Senado y fue designada coordinadora de la misma. En el Senado de México se desempeña como presidenta de la comisión de la Medalla Belisario Domínguez, secretaria de la de Asuntos Fronterizos y Migratorios e integrante de la de Relaciones Exteriores.
En febrero de 2023, se unió al grupo parlamentario de Morena en el Senado, renunciando a la coordinación de los senadores del PES y por ende a su militancia en el mismo.
En febrero de 2023 se afilió al Movimiento de Regeneración Nacional (MORENA), partido del que formó parte en la coalición con Encuentro Social en el 2018.
El 15 de junio de 2023, anunció sus aspiraciones para ser gobernadora de Chiapas en 2024.